# Rabah Madjer
Rabah Madjer (Algeri, 15 dicembre 1958) è un allenatore di calcio ed ex calciatore algerino, di ruolo attaccante.
Madjer ha giocato in Algeria e in alcune squadre europee. Militò nel Porto dal 1985 al 1988, conquistando la Coppa dei Campioni nell'edizione 1986-1987 (in cui segnò un gol di tacco in finale contro il Bayern Monaco) e una Coppa Intercontinentale, nel 1987. Nel 1987 vinse anche il Pallone d'oro africano.
Partecipò a due campionati mondiali con la nazionale algerina. Si è piazzato al quinto posto nella classifica dell'IFFHS riservata ai migliori calciatori africani del XX secolo.

## Carriera

### Giocatore

#### Club
Nato ad Algeri da genitori cabili originari di Tigzirt, nel 1979 partecipò alla finale della Coppa delle Coppe d'Africa con il NA Hussein Dey. Le sue convincenti prestazioni ai mondiali di Spagna 1982 suscitarono l'interesse di diversi club europei ma la federazione algerina si rifiutò di concedere il benestare per la norma che vietava agli under 25 il trasferimento all'estero. Madjer minacciò lo sciopero e nel 1983 gli fu consentito di accasarsi al Racing Club di Parigi, all'epoca nella seconda divisione francese. La sua duttilità gli permetteva di agire da attaccante ma anche da ala e da rifinitore. Essendo ambidestro, è stato probabilmente tra i primi - se non il primo - professionista in grado di realizzare svariati goal su punizione sia di destro che di sinistro. Alla prima stagione in Francia contribuì con 20 gol in 27 partite alla promozione della squadra in prima divisione.
Nel 1985 fu trasferito al Porto, vincendo il campionato alla sua prima stagione. Nel 1987 vinse la Coppa dei Campioni con il Porto battendo in finale per 2-1 il Bayern Monaco al Prater di Vienna. È rimasto storico in quella partita il suo gol di tacco al 79', con cui i portoghesi si portarono in parità, prima del sorpasso avvenuto nei minuti finali. La prodezza gli valse il soprannome giornalistico di Tacco di Allah, e ancor oggi in ambito francofono un colpo di tacco (talonnade) ben eseguito è detto Madjer. Quello stesso anno segnò il gol della vittoria nella finale intercontinentale contro il Peñarol di Montevideo, di cui venne nominato miglior giocatore. Questi successi gli valsero il titolo di Pallone d'Oro Africano del 1987.
Nell'estate del 1988 Madjer fu momentaneamente acquistato dall'Inter di Ernesto Pellegrini, con tanto di foto ufficiali e presentazione in sede alla stampa, ma le visite mediche rilevarono un infortunio muscolare alla coscia (si scoprirà essere una rottura del muscolo del bicipite femorale sinistro, che ha lasciato sulla gamba del giocatore un avvallamento di circa tre centimetri) che poteva comprometterne l'integrità fisica e il contratto non fu mai firmato; al suo posto l'Inter ingaggiò Ramón Díaz, preso in prestito dalla Fiorentina, mentre Madjer, dopo essere stato inizialmente vicino al Bayern Monaco, si accasò al Valencia. Dopo alcuni mesi tornò al Porto con cui vinse nuovamente il titolo nazionale nella stagione 1989-90, in cui mise a segno 14 reti in campionato. Dopo tre stagioni nel club lusitano, chiuse la carriera giocando un anno per il Qatar Sports Club nella stagione 1991-92.

#### Nazionale
Madjer ha disputato 87 partite e segnato 31 gol per la nazionale algerina dal 1978 al 1992, debuttando nella Coppa d'Africa 1980, nella quale l'Algeria perse la finale contro la Nigeria. Quello stesso anno prese parte al torneo olimpico di Mosca 1980, dove l'Olimpica algerina ottenne il miglior risultato della sua storia giungendo ai quarti di finale.
Con la nazionale maggiore partecipò al mondiale del 1982, nei quali l'Algeria si mise in evidenza battendo la Germania Ovest per 2-1. Fu proprio un gol di Madjer a portare i "verdi" in vantaggio sull'1-0. La squadra fu eliminata nella fase a gironi per differenza reti dall'Austria e dalla stessa Germania Ovest, che sarebbe poi arrivata in finale.
Madjer partecipò anche al mondiale di Messico 1986, nel quale l'Algeria divenne la prima squadra africana a disputare due edizioni consecutive delle fasi finali dei mondiali. Fu inoltre il capitano della squadra che vinse la Coppa d'Africa 1990, la prima in assoluto per la nazionale algerina.

### Allenatore
Dal 1991 al 1992 fu allenatore in seconda della nazionale algerina. Nel 1993 divenne il selezionatore unico dell'Algeria, ma lasciò l'incarico per non essere riuscito a portare la squadra alle fasi finali dei mondiali degli Stati Uniti 1994. Negli anni successivi tornò al Porto come responsabile del settore giovanile. Dal 1998 al 1999 fu allenatore di club nell'Al-Wakrah, che sotto la sua guida vinse il titolo qatariota nel 1999.
Tornò sulla panchina dell'Algeria nel 2001, ma fu costretto alle dimissioni dopo l'eliminazione nelle qualificazioni alla Coppa d'Africa 2002. Fu chiamato nuovamente ad allenare nel dicembre 2005, quando prese il posto di Luis Fernández come tecnico della squadra qatariota dell'Al-Rayyan, incarico da cui fu sollevato dopo qualche mese. Nel decennio successivo Madjer si limitò all'attività di commentatore televisivo.
A seguito dell'eliminazione della nazionale algerina dai mondiali di Russia 2018, il 18 ottobre 2017 subentrò a Lucas Alcaraz sulla panchina dell'Algeria, diventandone CT per la terza volta e quinto selezionatore negli ultimi tre anni.
Il 25 giugno 2018, a causa di quattro passi falsi consecutivi in amichevole (contro Iran, Arabia Saudita, Capo Verde e Portogallo), Madjer fu sollevato dall'incarico con un bilancio di 4 vittorie (di cui una a tavolino, all'esordio) e 4 sconfitte in 8 partite.

## Statistiche

### Cronologia presenze e reti in nazionale
| Cronologia completa delle presenze e delle reti in nazionale ― Algeria | Cronologia completa delle presenze e delle reti in nazionale ― Algeria | Cronologia completa delle presenze e delle reti in nazionale ― Algeria | Cronologia completa delle presenze e delle reti in nazionale ― Algeria | Cronologia completa delle presenze e delle reti in nazionale ― Algeria | Cronologia completa delle presenze e delle reti in nazionale ― Algeria | Cronologia completa delle presenze e delle reti in nazionale ― Algeria | Cronologia completa delle presenze e delle reti in nazionale ― Algeria |
| Data                                                                   | Città                                                                  | In casa                                                                | Risultato                                                              | Ospiti                                                                 | Competizione                                                           | Reti                                                                   | Note                                                                   |
| ---------------------------------------------------------------------- | ---------------------------------------------------------------------- | ---------------------------------------------------------------------- | ---------------------------------------------------------------------- | ---------------------------------------------------------------------- | ---------------------------------------------------------------------- | ---------------------------------------------------------------------- | ---------------------------------------------------------------------- |
| 13-7-1978                                                              | Algeri                                                                 | Algeria                                                                | 1 – 1                                                                  | Egitto                                                                 | Amichevole                                                             | -                                                                      |                                                                        |
| 29-10-1978                                                             | Lusaka                                                                 | Zambia                                                                 | 0 – 3                                                                  | Algeria                                                                | Amichevole                                                             | -                                                                      |                                                                        |
| 9-3-1980                                                               | Ibadan                                                                 | Ghana                                                                  | 0 – 0                                                                  | Algeria                                                                | Coppa d'Africa 1980 - 1º turno                                         | -                                                                      |                                                                        |
| 13-3-1980                                                              | Ibadan                                                                 | Algeria                                                                | 1 – 0                                                                  | Marocco                                                                | Coppa d'Africa 1980 - 1º turno                                         | -                                                                      |                                                                        |
| 16-3-1980                                                              | Ibadan                                                                 | Algeria                                                                | 3 – 2                                                                  | Guinea                                                                 | Coppa d'Africa 1980 - 1º turno                                         | -                                                                      |                                                                        |
| 19-3-1980                                                              | Ibadan                                                                 | Algeria                                                                | 2 – 2 dts (6 – 4 dtr)                                                  | Egitto                                                                 | Coppa d'Africa 1980 - Semifinale                                       | -                                                                      |                                                                        |
| 22-3-1980                                                              | Lagos                                                                  | Nigeria                                                                | 3 – 0                                                                  | Algeria                                                                | Coppa d'Africa 1980 - Finale                                           | -                                                                      |                                                                        |
| 31-5-1980                                                              | Freetown                                                               | Sierra Leone                                                           | 2 – 2                                                                  | Algeria                                                                | Qual. Mondiali 1982                                                    | -                                                                      |                                                                        |
| 13-6-1980                                                              | Orano                                                                  | Algeria                                                                | 3 – 1                                                                  | Sierra Leone                                                           | Qual. Mondiali 1982                                                    | 1                                                                      |                                                                        |
| 20-7-1980                                                              | Minsk                                                                  | Siria                                                                  | 0 – 3                                                                  | Algeria                                                                | Amichevole                                                             | 1                                                                      |                                                                        |
| 22-7-1980                                                              | Kiev                                                                   | Germania Est                                                           | 1 – 0                                                                  | Algeria                                                                | Amichevole                                                             | -                                                                      |                                                                        |
| 24-7-1980                                                              | Minsk                                                                  | Algeria                                                                | 1 – 1                                                                  | Spagna                                                                 | Amichevole                                                             | -                                                                      |                                                                        |
| 27-7-1980                                                              | Minsk                                                                  | Jugoslavia                                                             | 3 – 0                                                                  | Algeria                                                                | Amichevole                                                             | -                                                                      |                                                                        |
| 19-11-1980                                                             | Cracovia                                                               | Polonia                                                                | 5 – 1                                                                  | Algeria                                                                | Amichevole                                                             | -                                                                      |                                                                        |
| 12-12-1980                                                             | Istanbul                                                               | Sudan                                                                  | 0 – 2                                                                  | Algeria                                                                | Qual. Mondiali 1982                                                    | -                                                                      |                                                                        |
| 10-4-1981                                                              | Orano                                                                  | Algeria                                                                | 5 – 1                                                                  | Mali                                                                   | Qual. Coppa d'Africa 1982                                              | 2                                                                      |                                                                        |
| 19-4-1981                                                              | Bamako                                                                 | Mali                                                                   | 3 – 0                                                                  | Algeria                                                                | Qual. Coppa d'Africa 1982                                              | -                                                                      |                                                                        |
| 1-5-1981                                                               | Costantina                                                             | Nigeria                                                                | 0 – 4                                                                  | Algeria                                                                | Qual. Mondiali 1982                                                    | 1                                                                      |                                                                        |
| 31-5-1981                                                              | Niamey                                                                 | Nigeria                                                                | 1 – 0                                                                  | Algeria                                                                | Qual. Mondiali 1982                                                    | -                                                                      |                                                                        |
| 30-8-1981                                                              | Orano                                                                  | Algeria                                                                | 7 – 0                                                                  | Burkina Faso                                                           | Qual. Coppa d'Africa 1982                                              | 2                                                                      |                                                                        |
| 20-9-1981                                                              | Ouagadougou                                                            | Burkina Faso                                                           | 1 – 1                                                                  | Algeria                                                                | Qual. Coppa d'Africa 1982                                              | -                                                                      |                                                                        |
| 30-10-1981                                                             | Costantina                                                             | Algeria                                                                | 2 – 1                                                                  | Nigeria                                                                | Qual. Mondiali 1982                                                    | 1                                                                      |                                                                        |
| 7-2-1982                                                               | Tunisi                                                                 | Tunisia                                                                | 0 – 1                                                                  | Algeria                                                                | Amichevole                                                             | -                                                                      |                                                                        |
| 11-2-1982                                                              | Gijón                                                                  | Spagna                                                                 | 0 – 2                                                                  | Algeria                                                                | Amichevole                                                             | -                                                                      |                                                                        |
| 7-3-1982                                                               | Bengasi                                                                | Algeria                                                                | 1 – 0                                                                  | Zambia                                                                 | Coppa d'Africa 1982 - 1º turno                                         | -                                                                      |                                                                        |
| 10-3-1982                                                              | Bengasi                                                                | Algeria                                                                | 2 – 1                                                                  | Nigeria                                                                | Coppa d'Africa 1982 - 1º turno                                         | 1                                                                      |                                                                        |
| 13-3-1982                                                              | Bengasi                                                                | Algeria                                                                | 0 – 0                                                                  | Etiopia                                                                | Coppa d'Africa 1982 - 1º turno                                         | -                                                                      |                                                                        |
| 16-3-1982                                                              | Bengasi                                                                | Ghana                                                                  | 3 – 2                                                                  | Algeria                                                                | Coppa d'Africa 1982 - Semifinale                                       | -                                                                      |                                                                        |
| 18-3-1982                                                              | Tripoli                                                                | Zambia                                                                 | 2 – 0                                                                  | Algeria                                                                | Coppa d'Africa 1982 - Finale 3º posto                                  | -                                                                      |                                                                        |
| 25-4-1982                                                              | Algeri                                                                 | Algeria                                                                | 1 – 1                                                                  | Perù                                                                   | Amichevole                                                             | 1                                                                      |                                                                        |
| 28-4-1982                                                              | Algeri                                                                 | Algeria                                                                | 2 – 0                                                                  | Irlanda                                                                | Amichevole                                                             | 1                                                                      |                                                                        |
| 16-6-1982                                                              | Gijón                                                                  | Germania Ovest                                                         | 1 – 2                                                                  | Algeria                                                                | Mondiali 1982 - 1º turno                                               | 1                                                                      |                                                                        |
| 21-6-1982                                                              | Oviedo                                                                 | Algeria                                                                | 0 – 2                                                                  | Austria                                                                | Mondiali 1982 - 1º turno                                               | -                                                                      |                                                                        |
| 24-6-1982                                                              | Oviedo                                                                 | Algeria                                                                | 3 – 2                                                                  | Cile                                                                   | Mondiali 1982 - 1º turno                                               | -                                                                      |                                                                        |
| 19-12-1982                                                             | Tunisi                                                                 | Tunisia                                                                | 0 – 1                                                                  | Algeria                                                                | Amichevole                                                             | -                                                                      |                                                                        |
| 8-4-1983                                                               | Algeri                                                                 | Algeria                                                                | 6 – 2                                                                  | Benin                                                                  | Qual. Coppa d'Africa 1984                                              | 2                                                                      |                                                                        |
| 26-4-1983                                                              | Cotonou                                                                | Benin                                                                  | 1 – 1                                                                  | Algeria                                                                | Qual. Coppa d'Africa 1984                                              | 1                                                                      |                                                                        |
| 29-5-1983                                                              | Kampala                                                                | Uganda                                                                 | 4 – 1                                                                  | Algeria                                                                | Amichevole                                                             | -                                                                      |                                                                        |
| 10-6-1983                                                              | Algeri                                                                 | Algeria                                                                | 3 – 0                                                                  | Uganda                                                                 | Amichevole                                                             | 1                                                                      |                                                                        |
| 14-8-1983                                                              | Dakar                                                                  | Senegal                                                                | 1 – 1                                                                  | Algeria                                                                | Qual. Coppa d'Africa 1984                                              | -                                                                      |                                                                        |
| 23-8-1983                                                              | Algeri                                                                 | Algeria                                                                | 3 – 0                                                                  | Costa d'Avorio                                                         | Amichevole                                                             | -                                                                      |                                                                        |
| 28-8-1983                                                              | Algeri                                                                 | Algeria                                                                | 2 – 0                                                                  | Senegal                                                                | Qual. Coppa d'Africa 1984                                              | 1                                                                      |                                                                        |
| 14-10-1983                                                             | Tripoli                                                                | Libia                                                                  | 2 – 1                                                                  | Algeria                                                                | Amichevole                                                             | -                                                                      |                                                                        |
| 30-11-1983                                                             | Algeri                                                                 | Algeria                                                                | 1 – 2                                                                  | Svizzera                                                               | Amichevole                                                             | -                                                                      |                                                                        |
| 6-1-1984                                                               | Algeri                                                                 | Algeria                                                                | 1 – 1                                                                  | Egitto                                                                 | Amichevole                                                             | -                                                                      |                                                                        |
| 8-3-1984                                                               | Bouaké                                                                 | Algeria                                                                | 2 – 0                                                                  | Ghana                                                                  | Coppa d'Africa 1984 - 1º turno                                         | -                                                                      |                                                                        |
| 11-3-1984                                                              | Bouaké                                                                 | Nigeria                                                                | 0 – 0                                                                  | Algeria                                                                | Coppa d'Africa 1984 - 1º turno                                         | -                                                                      |                                                                        |
| 14-3-1984                                                              | Bouaké                                                                 | Camerun                                                                | 0 – 0 dts (5 – 4 dtr)                                                  | Algeria                                                                | Coppa d'Africa 1984 - Semifinale                                       | -                                                                      |                                                                        |
| 17-3-1984                                                              | Abidjan                                                                | Egitto                                                                 | 1 – 3                                                                  | Algeria                                                                | Coppa d'Africa 1984 - Finale 3º posto                                  | 1                                                                      |                                                                        |
| 10-10-1984                                                             | Wollin                                                                 | Germania Est                                                           | 5 – 2                                                                  | Algeria                                                                | Amichevole                                                             | -                                                                      |                                                                        |
| 31-3-1985                                                              | Luanda                                                                 | Angola                                                                 | 0 – 0                                                                  | Algeria                                                                | Qual. Mondiali 1986                                                    | -                                                                      |                                                                        |
| 19-4-1985                                                              | Algeri                                                                 | Algeria                                                                | 3 – 2                                                                  | Angola                                                                 | Qual. Mondiali 1986                                                    | -                                                                      |                                                                        |
| 1-5-1985                                                               | Tunisi                                                                 | Tunisia                                                                | 1 – 0                                                                  | Algeria                                                                | Amichevole                                                             | -                                                                      |                                                                        |
| 13-7-1985                                                              | Algeri                                                                 | Algeria                                                                | 2 – 0                                                                  | Zambia                                                                 | Qual. Mondiali 1986                                                    | 1                                                                      |                                                                        |
| 28-7-1985                                                              | Lusaka                                                                 | Zambia                                                                 | 0 – 1                                                                  | Algeria                                                                | Qual. Mondiali 1986                                                    | -                                                                      |                                                                        |
| 18-10-1985                                                             | Algeri                                                                 | Algeria                                                                | 3 – 0                                                                  | Kenya                                                                  | Qual. Coppa d'Africa 1986                                              | 1                                                                      |                                                                        |
| 6-10-1985                                                              | Tunisi                                                                 | Tunisia                                                                | 1 – 4                                                                  | Algeria                                                                | Qual. Mondiali 1986                                                    | 1                                                                      |                                                                        |
| 18-10-1985                                                             | Algeri                                                                 | Algeria                                                                | 3 – 0                                                                  | Tunisia                                                                | Qual. Mondiali 1986                                                    | 1                                                                      |                                                                        |
| 11-3-1986                                                              | Alessandria d'Egitto                                                   | Algeria                                                                | 0 – 0                                                                  | Zambia                                                                 | Coppa d'Africa 1986 - 1º turno                                         | -                                                                      |                                                                        |
| 14-3-1986                                                              | Alessandria d'Egitto                                                   | Camerun                                                                | 3 – 2                                                                  | Algeria                                                                | Coppa d'Africa 1986 - 1º turno                                         | 1                                                                      |                                                                        |
| 6-5-1986                                                               | Ginevra                                                                | Svizzera                                                               | 2 – 0                                                                  | Algeria                                                                | Amichevole                                                             | -                                                                      |                                                                        |
| 3-6-1986                                                               | Guadalajara                                                            | Algeria                                                                | 1 – 1                                                                  | Irlanda del Nord                                                       | Mondiali 1986 - 1º turno                                               | -                                                                      |                                                                        |
| 6-6-1986                                                               | Guadalajara                                                            | Brasile                                                                | 1 – 0                                                                  | Algeria                                                                | Mondiali 1986 - 1º turno                                               | -                                                                      |                                                                        |
| 12-6-1986                                                              | Guadalajara                                                            | Algeria                                                                | 0 – 3                                                                  | Spagna                                                                 | Mondiali 1986 - 1º turno                                               | -                                                                      |                                                                        |
| 11-12-1986                                                             | Mascara                                                                | Costa d'Avorio                                                         | 2 – 1                                                                  | Algeria                                                                | Amichevole                                                             | -                                                                      |                                                                        |
| 11-1-1987                                                              | Tunisi                                                                 | Tunisia                                                                | 2 – 0                                                                  | Algeria                                                                | Amichevole                                                             | -                                                                      |                                                                        |
| 27-3-1987                                                              | Algeri                                                                 | Algeria                                                                | 1 – 0                                                                  | Tunisia                                                                | Amichevole                                                             | 1                                                                      |                                                                        |
| 10-7-1987                                                              | Annaba                                                                 | Sudan                                                                  | 1 – 3                                                                  | Algeria                                                                | Amichevole                                                             | -                                                                      |                                                                        |
| 6-1-1989                                                               | Annaba                                                                 | Algeria                                                                | 3 – 0                                                                  | Zimbabwe                                                               | Amichevole                                                             | 1                                                                      |                                                                        |
| 4-4-1989                                                               | Algeri                                                                 | Algeria                                                                | 2 – 0                                                                  | Tunisia                                                                | Amichevole                                                             | -                                                                      |                                                                        |
| 25-5-1989                                                              | Kénitra                                                                | Marocco                                                                | 1 – 0                                                                  | Algeria                                                                | Amichevole                                                             | -                                                                      |                                                                        |
| 31-5-1989                                                              | Örebro                                                                 | Svezia                                                                 | 2 – 0                                                                  | Algeria                                                                | Amichevole                                                             | -                                                                      |                                                                        |
| 11-6-1989                                                              | Abidjan                                                                | Costa d'Avorio                                                         | 0 – 0                                                                  | Algeria                                                                | Qual. Mondiali 1990                                                    | -                                                                      |                                                                        |
| 25-6-1989                                                              | Harare                                                                 | Zimbabwe                                                               | 1 – 2                                                                  | Algeria                                                                | Qual. Mondiali 1990                                                    | 1                                                                      |                                                                        |
| 25-8-1989                                                              | Annaba                                                                 | Algeria                                                                | 1 – 0                                                                  | Costa d'Avorio                                                         | Qual. Mondiali 1990                                                    | 1                                                                      |                                                                        |
| 8-10-1989                                                              | Alessandria d'Egitto                                                   | Egitto                                                                 | 0 – 0                                                                  | Algeria                                                                | Qual. Mondiali 1990                                                    | -                                                                      |                                                                        |
| 11-11-1989                                                             | Vicenza                                                                | Italia                                                                 | 1 – 0                                                                  | Algeria                                                                | Amichevole                                                             | -                                                                      |                                                                        |
| 17-11-1989                                                             | Il Cairo                                                               | Egitto                                                                 | 1 – 0                                                                  | Algeria                                                                | Qual. Mondiali 1990                                                    | -                                                                      |                                                                        |
| 2-3-1990                                                               | Algeri                                                                 | Algeria                                                                | 5 – 1                                                                  | Nigeria                                                                | Coppa d'Africa 1990 - 1º turno                                         | 2                                                                      |                                                                        |
| 5-3-1990                                                               | Algeri                                                                 | Costa d'Avorio                                                         | 0 – 3                                                                  | Algeria                                                                | Coppa d'Africa 1990 - 1º turno                                         | -                                                                      |                                                                        |
| 12-3-1990                                                              | Algeri                                                                 | Algeria                                                                | 2 – 1                                                                  | Senegal                                                                | Coppa d'Africa 1990 - Semifinale                                       | -                                                                      |                                                                        |
| 16-3-1990                                                              | Algeri                                                                 | Algeria                                                                | 1 – 0                                                                  | Zambia                                                                 | Coppa d'Africa 1990 - Finale                                           | -                                                                      |                                                                        |
| 27-9-1991                                                              | Tehran                                                                 | Iran                                                                   | 2 – 1                                                                  | Algeria                                                                | Amichevole                                                             | -                                                                      |                                                                        |
| 13-10-1991                                                             | Algeri                                                                 | Algeria                                                                | 1 – 0                                                                  | Iran                                                                   | Amichevole                                                             | -                                                                      |                                                                        |
| 13-1-1992                                                              | Ziguinchor                                                             | Costa d'Avorio                                                         | 3 – 0                                                                  | Algeria                                                                | Coppa d'Africa 1992 - 1º turno                                         | -                                                                      |                                                                        |
| 17-1-1992                                                              | Ziguinchor                                                             | Rep. del Congo                                                         | 1 – 1                                                                  | Algeria                                                                | Coppa d'Africa 1992 - 1º turno                                         | -                                                                      |                                                                        |
| Totale                                                                 |                                                                        | Presenze (6º posto)                                                    | 86                                                                     |                                                                        | Reti (4º posto)                                                        | 29                                                                     |                                                                        |

## Palmarès

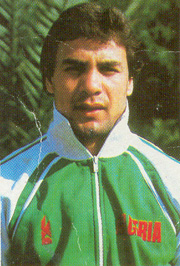
Madjer nel 1986

### Giocatore

#### Club

##### Competizioni nazionali
- Coppa d’Algeria: 1

NA Hussein Dey: 1978-1979
- Campionato portoghese: 3

Porto: 1985-1986, 1987-1988, 1989-1990
- Coppa del Portogallo: 2

Porto: 1987-1988, 1990-1991
- Supercoppa di Portogallo: 2

Porto: 1986, 1991

##### Competizioni internazionali
- Coppa dei Campioni: 1

Porto: 1986-1987
- Supercoppa UEFA: 1

Porto: 1987
- Coppa Intercontinentale: 1

Porto: 1987

#### Nazionale
- Coppa d'Africa: 1

Algeria 1990

#### Individuale
- Calciatore africano dell'anno: 1

1987
- Miglior giocatore della Coppa Intercontinentale: 1

1987
- Miglior giocatore della Coppa d'Africa: 1

1990